# مهدی زاهدی
میرزا مهدی مقوم‌الملک با نام خانوادگی زاهدی نماینده غار و فشاپویه (شهر ری) در دوره پنجم مجلس شورای ملی بود.
پدرش میرزا حبیب‌الله مجدالاطباء و پدربزرگش میرزا احمد تنکابنی، حکیم باشی فتحعلی شاه و محمد شاه قاجار بود. خانواده او خود را از نسل شیخ زاهد گیلانی، پیر و مرشد شیخ صفی‌الدین اردبیلی می دانند. میرزا مهدی مقوم‌الملک در زمان مظفرالدین شاه رئیس مدرسه فلاحت مظفری، نخستین هنرستان کشاورزی ایران شد و در این مدرسه تدریس نیز می کرد.  سپس دارای مسئولیتهایی در مالیه همچون رئیس خالصه‌جات (املاک دولتی) و مسئول مالیه اصفهان و آذربایجان شد. در انتخابات دوره چهارم مجلس شورای ملی نامزد نمایندگی غار و فشاپویه شد اما انجمن نظارت بر انتخابات، سلامت انتخابات را تأیید نکرد و به او اعتبارنامه نداد. شکایتهایی نیز به مجلس رسید و در روزنامه‌ها چاپ شد که از دخالت حاکم غار و فشاپویه در انتخابات حکایت می کرد. مجلس هم به اعتبارنامه او رأی نداد (هشتم بهمن ۱۳۰۰) و نتوانست وارد مجلس شود. در دوره بعد (پنجم) بار دیگر از همین حوزه وارد رقابت انتخاباتی شد و این بار نیز انجمن نظارت، سلامت انتخابات را تأیید نکرد. در مجلس سید حسن مدرس به اعتبارنامه مقوم‌الملک اعتراض کرد و از دخالت حکومت در انتخابات گفت اما این بار مجلس به اعتبارنامه او رأی داد و توانست بر کرسی نمایندگی بنشیند (شانزدهم خرداد ۱۳۰۳). مقوم‌الملک از نمایندگان مجلس پنجم بود که به انقراض سلطنت قاجار و پادشاهی رضاشاه رأی دادند.
مقوم‌الملک اعتقاد داشت که شهروندان به فراخور دانش و تحصیلاتشان، باید حقوق متفاوتی در مشارکت سیاسی داشته باشند. هنگامی که اصلاح قانون انتخابات در مجلس مطرح بود، پیشنهاد کرد که در انتخابات «اشخاصی که سواد خواندن دارند، حق دادن دو رأی داشته باشند. اشخاصی که می‌توانند بخوانند و بنویسند سه رأی. اشخاصی که دارای شهادت‌نامه ابتدایی هستند چهار رأی. اشخاصی که دارای شهادت‌نامه متوسطه هستند پنج رأی. اشخاصی که شهادت‌نامه فنی و علمی مثل دیپلم، دکترا یا مهندس و غیره دارند، حق دادن شش رأی دارند. اشخاصی که در فن خود مجتهد (دکتر زدار) و رساله دارند، حق دادن هفت رأی دارند». 
سپهبد فضل‌الله زاهدی پسرخاله میرزا مهدی بود. هنگامی که میرزا مهدی بر اساس شجره خانوادگی و انتساب به شیخ زاهد گیلانی، نام خانوادگی زاهدی برگزید، فضل‌الله زاهدی نیز که تا آن وقت لقب بصیردیوان داشت، به پیشنهاد او این نام را بر خود گذاشت. 